# Slag bij Moys
De Slag bij Moys (Mojesz in Pools) was een veldslag op 7 september 1757 gedurende de Zevenjarige Oorlog. Een Pruisisch leger van 13.000 man bevocht een Oostenrijks leger dat twee keer zo groot was. De Oostenrijkers behaalden de overwinning. De slag werd uitgevochten bij Mojesz, in de buurt van Zgorzelec in Silezië in het huidige Polen.